# Quantz-Collegium
Das Quantz-Collegium ist ein im Jahre 1937 vom Flötisten Ernst Friedrich Wilhelm Bodensohn gegründetes Ensemble. Als Vorbild dient das Leben und Wirken des berühmten Flötisten Johann Joachim Quantz.

## Geschichte
Seit 1957 veranstaltet es die sommerliche Konzertreihe Festliche Serenaden Schloss Favorite im Schloss Favorite bei Rastatt. Der Gründer der Konzertreihe, Ernst Friedrich Wilhelm Bodensohn leitete das Ensemble bis 1991. Sein Nachfolger wurde Jochen Baier, der bereits seit 1982 der Flötist und dann von 1991 bis 2022 auch der künstlerische Leiter des Ensembles war. Nach einem schweren Unfall, an dessen Folgen er schließlich verstarb, übernahm 2023 die Violinistin und Primaria Boriana Baleff die künstlerische Leitung.

## „Festliche Serenaden Schloss Favorite“
Kammermusik der Barockzeit und der Klassik mit Beteiligung der Querflöte bildet einen Schwerpunkt der Konzertreihe. Dabei werden auch immer wieder Werke von unbekannteren Komponisten aufgeführt. Ein weiteres besonderes Merkmal ist, dass die Aufführungen in historischen Kostümen vonstattengehen. In Hunderten Konzerten haben bisher eine große Anzahl von Musikern Werke von über 200 Komponisten aufgeführt.

## Diskographie
- 1994: Quartette von Joseph Aloys Schmittbaur
- 1999: Musik der Klassik (Werke von Mozart, Gyrowetz, Massoneau und Süßmayr)
- 2008: Harfenklänge (Werke von Gianella, van Beethoven, Bochsa und Steibelt)
- 2018: Galanterie (Werke von Graupner, Benda und Telemann)